# 東栄駅

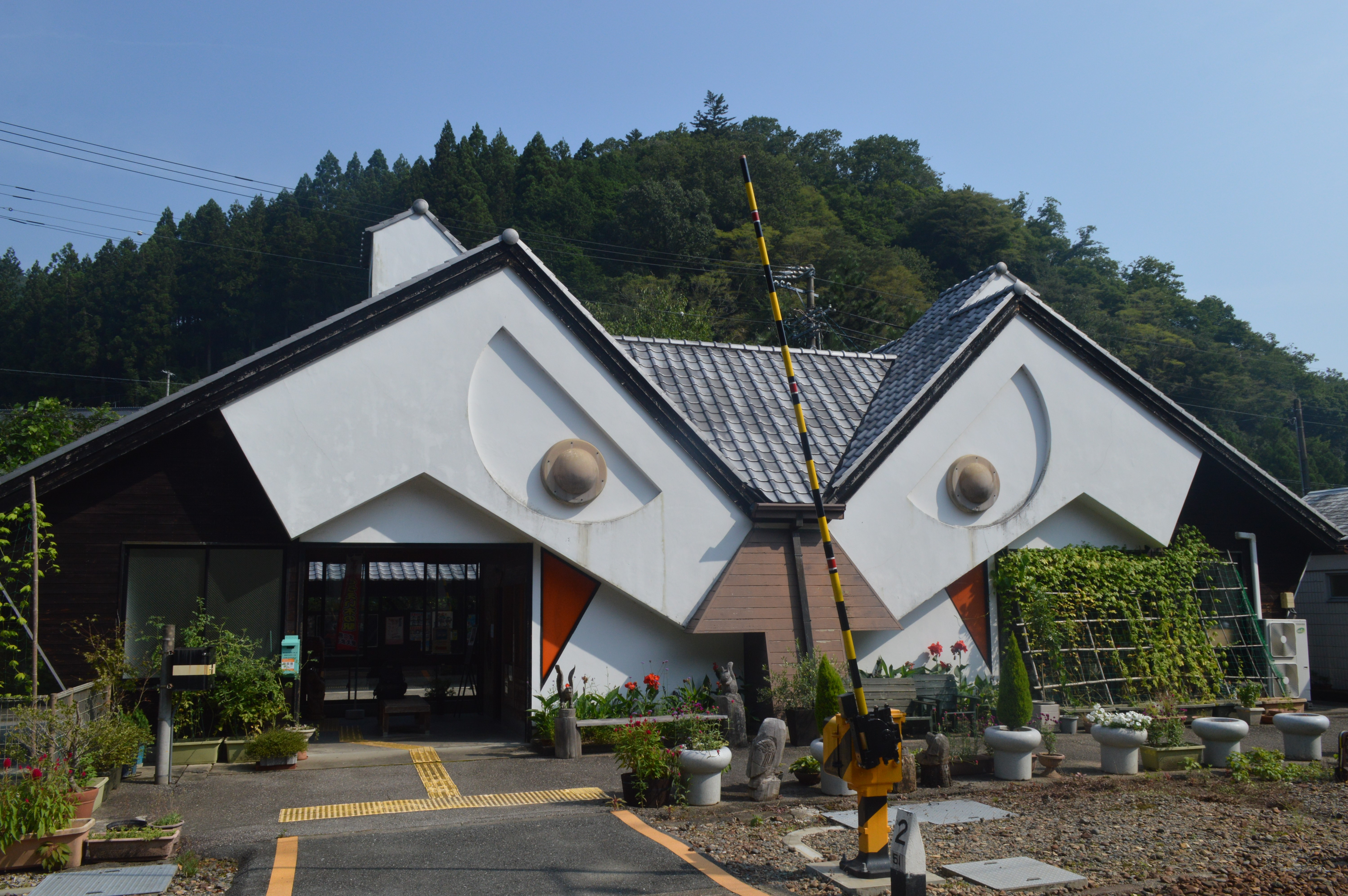
ホーム側から見た駅舎（2020年8月）
鬼の面をモチーフにしている

東栄駅（とうえいえき）は、愛知県北設楽郡東栄町大字三輪字平栗にある、東海旅客鉄道（JR東海）飯田線の駅である。愛知県の鉄道駅としては最も東に位置する。

## 概要
当駅は、豊橋駅（愛知県）と辰野駅（長野県）を結ぶJR飯田線の途中駅（中間駅）の一つであり、豊橋側から見て愛知県下最後の同線の駅となる。
東栄町南部に当たる三輪地区に位置し、町内にある唯一の駅であるが、町中心部（旧本郷町域）からは離れている。
隣の出馬駅との間に愛知・静岡県境が通っており、県境東側の浜松市天竜区佐久間町川上地区の一部も駅勢圏に入る。
利用客は少なく無人駅ではあるが、駅舎は町内で行われる祭りに由来する特徴的な建物が使用されている。

## 歴史
当駅を開設した三信鉄道は、現在のJR飯田線中部に当たる三河川合 - 天竜峡間を運営していた私鉄である。1933年（昭和8年）12月、三河川合を起点として三信鉄道が開通した際に、終着駅の三輪村駅として開設された。但し終着駅であった期間は短く、1934年（昭和9年）11月には三信鉄道が中部天竜駅まで延伸して途中駅に変わった。本駅はすぐに三信三輪駅に改称している。
1943年（昭和18年）8月に三信鉄道が買収・国有化され、国鉄飯田線に編入。国有化後は三河長岡駅を名乗ったが、1956年（昭和31年）12月に現在の東栄駅に改称した。1971年（昭和46年）12月には飯田線合理化の一環として、開業時から行われていた貨物取扱が廃止された。続いて1984年（昭和59年）2月には荷物扱いも廃止され、旅客専用の駅に変わった。1987年（昭和62年）4月には国鉄分割民営化が行われ、飯田線はJR東海に移管された。

### 年表
- 1933年（昭和8年）12月21日：三信鉄道の三輪村駅（みわむらえき）として開設[1]。[2]。
- 1934年（昭和9年）4月23日：三信三輪駅（さんしんみわえき）への改称を届出[2]（実際の改称日は不明）。
- 1943年（昭和18年）8月1日：三信鉄道国有化、国鉄飯田線の駅となる。同時に三河長岡駅（みかわながおかえき）に改称[1]。
- 1956年（昭和31年）12月20日：東栄駅（とうえいえき）に改称[1]。
- 1971年（昭和46年）12月1日：貨物取扱廃止[1]。
- 1984年（昭和59年）2月1日：荷物扱い廃止[1]。
- 1985年（昭和60年）4月1日：無人駅化[3]。
- 1987年（昭和62年）4月1日：国鉄分割民営化に伴い、JR東海が継承[1]。
- 1992年（平成4年）2月28日：鬼面をイメージした駅舎に改築[4]。
- 2002年 （平成14年）: 中部の駅百選に選定される。

### 所在地の遷移
開設時、所在地は北設楽郡三輪村大字畑であったが、国有化時点では三輪村大字長岡となっていた。三輪村は1956年（昭和31年）7月に東栄町に編入され、同年12月に東栄駅に改称している。1985年（昭和60年）時点の所在地は東栄町大字三輪となっている。

## 駅構造
島式ホーム1面2線を有する地上駅である。ホーム番線は北側が1番線、南側が2番線である。
駅舎は、ホームから構内踏切を渡った先の構内北側にある。この駅舎は、東栄町で行なわれる重要無形民俗文化財「花祭」で使用される鬼の面をモチーフとしたデザインで、JR東海と東栄町が共同で1992年（平成4年）に建設した。木造平屋建て延べ床面積72平方メートルで、駅舎には、地域文化とコミュニティ活動の拠点として「ふるさと文化交流館」が併設されており、三信鉄道の資料等が展示されていたが、2019年（令和元年）時点では前述の花祭に関する写真や資料、地元産品や地元愛好家の作品展示スペースとなっている。総建設費は約3000万円で、待合室や機器室に相当する部分の費用約600万円がJR負担、残りの2400万円が東栄町の負担であった。また、2011年（平成23年）5月1日に同館内にカフェが開業した。切符の委託販売などは行われておらず自動券売機などの設備もない。
かつては駅員配置があったが1985年（昭和60年）以降無人駅（駅員無配置駅）であり、管理駅（駅長配置駅）である豊川駅の管理下に置かれている。

### のりば
| 番線 | 路線      | 方向 | 行先               |
| ---- | --------- | ---- | ------------------ |
| 1    | CD 飯田線 | 下り | 中部天竜・飯田方面 |
| 2    | CD 飯田線 | 上り | 豊橋方面           |

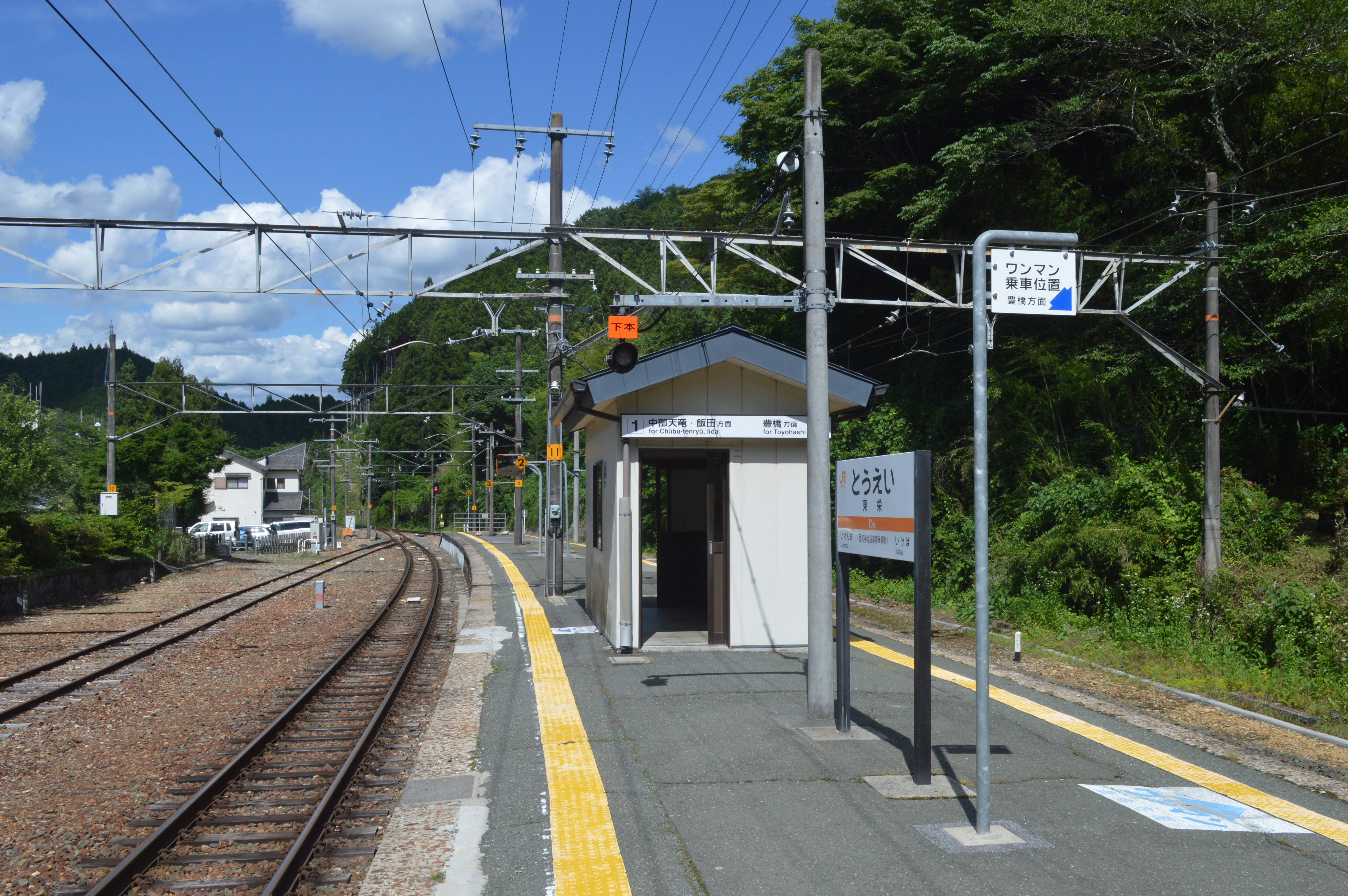
ホーム

## 停車列車
2011年（平成23年）3月改正時点で、下り（中部天竜方面行）は1日12本（ほぼ1 - 3時間に1本）、上り（豊橋方面行）は13本（1 - 3時間に1本、最大1時間に2本）の列車が設定されている。種別は普通列車が主だが、上りに1本のみ快速列車がある。
豊橋と飯田の間で運行される特急「伊那路」は停車しないが、盆・年末年始に限り臨時停車することがある。かつては、豊橋と飯田等を結ぶ急行「伊那」の停車駅であった（例えば1972年（昭和47年）3月改正の時点では、上下各4本すべてが停車していた）。

## 駅周辺

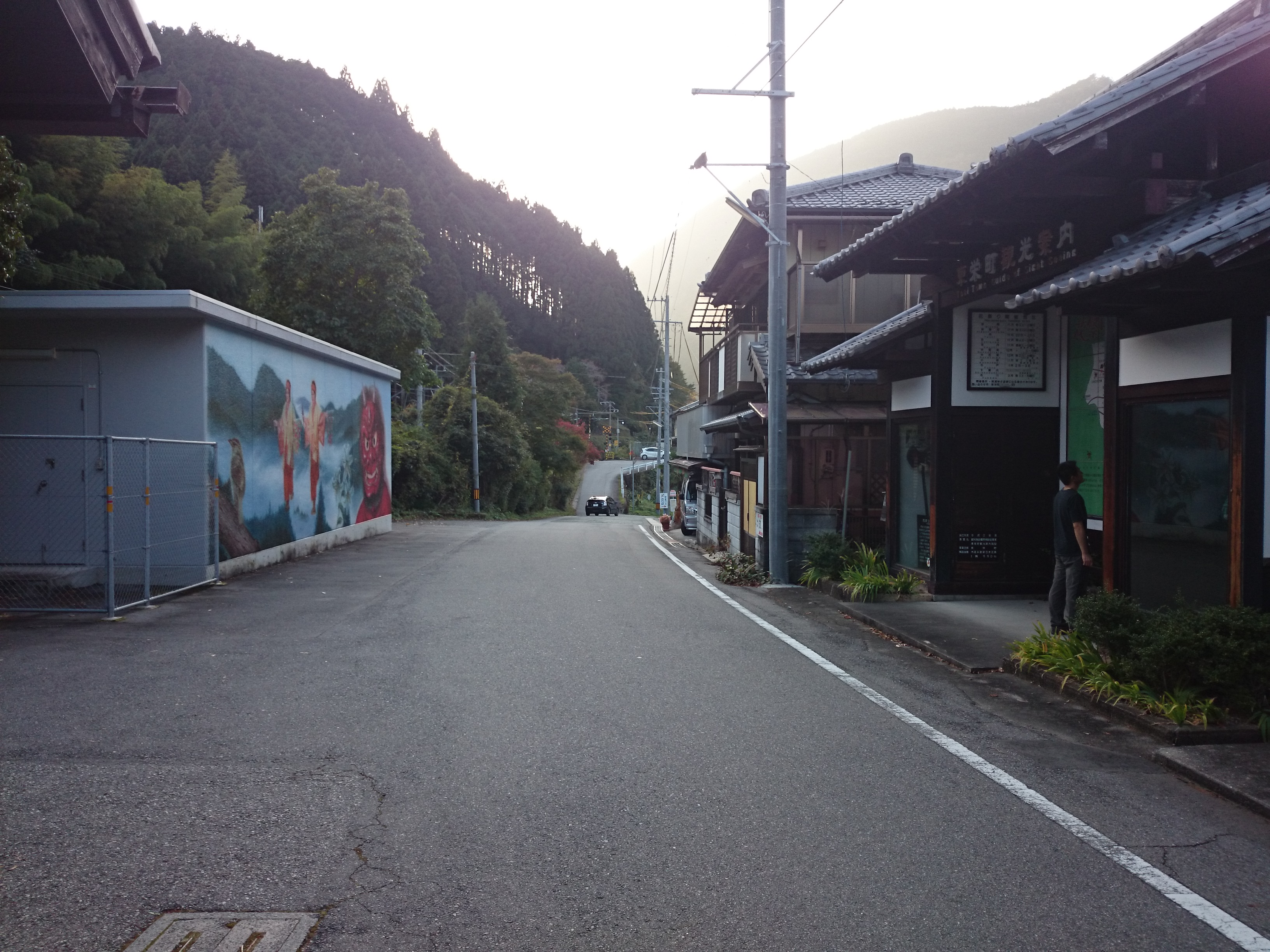
東栄駅前の風景（2016年11月）

- 国道151号 - 東栄駅と東栄町中心部を結んでいる。
- 愛知県道440号川角東栄停車場線
- 長岡郵便局
- 東栄医療センター - 2019年（令和元年）に東栄病院から改称。

## バス路線
「東栄駅前」バス停
駅前にあり、以下の2路線が発着する。

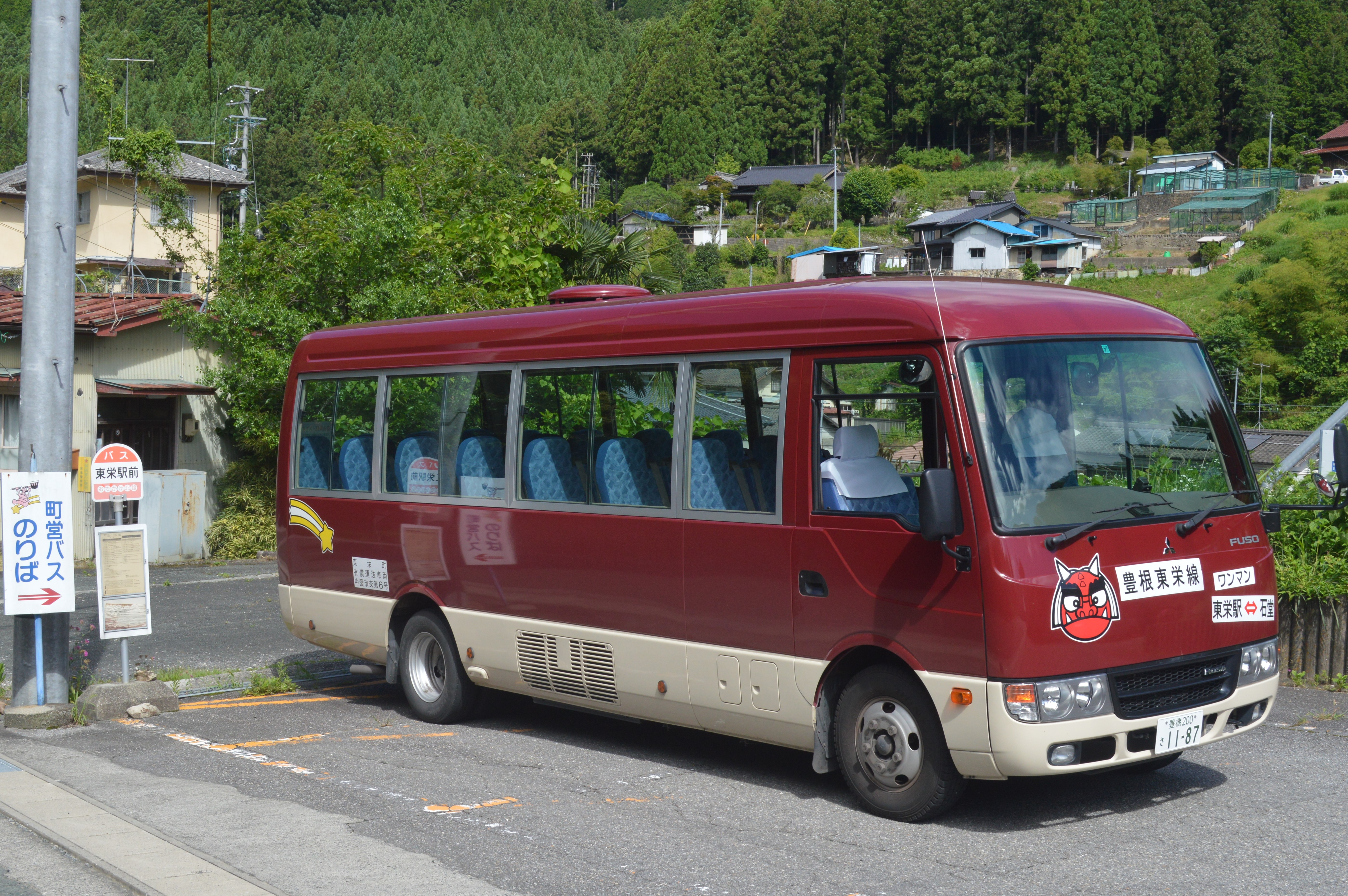
東栄駅前バス停に停車中のおでかけ北設（2018年6月）

- おでかけ北設（東栄町営バス）東栄線 - とうえい温泉前
- おでかけ北設（東栄町営バス・豊根村営バス）豊根東栄線 - 日向・石堂

「川上歓迎塔」バス停
駅東方の県境の橋の近くの静岡県側にある。
- 佐久間ふれあいバス - 月・水運行

## 隣の駅
東海旅客鉄道（JR東海）
CD 飯田線
- 臨時急行「飯田線秘境駅号」停車駅（下りのみ）

■快速（上りのみ運転）
三河川合駅 ← 東栄駅 ← 浦川駅
■普通
三河川合駅 - 池場駅（※） - 東栄駅 - 出馬駅（※） - 上市場駅
*（※）一部普通列車は池場駅と出馬駅を通過する。